# Blastocatellaceae
Blastocatellaceae es una familia de bacterias gramnegativas del orden Blastocatellales. Fue descrita en el año 2016. Se trata de bacterias aerobias, móviles o inmóviles. Forman colonias con pigmentación ligeramente rosada. Todas las especies se han aislado en suelos en África, concretamente en Namibia. 

## Taxonomía
Actualmente existen 4 géneros descritos:
- Género Aridibacter:
  - Aridibacter famidurans
  - Aridibacter kavangonensis
  - Aridibacter nitratireducens
- Género Blastocatella:
  - Blastocatella fastidiosa
- Género Stenotrophobacter:
  - Stenotrophobacter namibiensis
  - Stenotrophobacter roseus
  - Stenotrophobacter terrae
- Género Tellurimicrobium:
  - Tellurimicrobium multivorans